# Monbecu
Monbecu (japonsky 紋別市) je město na ostrově Hokkaidó v Japonsku. K roku 2019 v něm žilo přes jednadvacet tisíc obyvatel.

## Poloha a doprava
Monbecu leží na severovýchodním pobřeží ostrova Hokkaidó na břehu Ochotského moře. Nalézá se severozápadně od Kitami a Abaširi a severovýchodně od Asahikawy.
Přibližně osm kilometrů jihovýchodně od centra města leží letiště Monbecu. Přes město dříve vedla železniční trať Najoro – Engaru, ale ta je od roku 1989 mimo provoz.

## Dějiny
Městem je Monbecu od 1. července 1954.

### Rodáci
- Keizaburó Tedžima (*1935), ilustrátor